# Easton (Pennsylvania)
Easton è una città degli Stati Uniti d'America, capoluogo della Contea di Northampton nello Stato della Pennsylvania.
Easton è sede della storica università privata del Lafayette College.